# راسيل بيكر (رجل أعمال)
راسيل بيكر هو شخصية أعمال كندي، ولد في 1910 في وينيبيغ في كندا، وتوفي في 1958 في فانكوفر في كندا.